# Gerlosberg
Gerlosberg ist eine Gemeinde mit 481 Einwohnern (Stand 1. Jänner 2024) im Zillertal und gehört zum Bezirk Schwaz in Tirol (Österreich). Die Gemeinde liegt im Gerichtsbezirk Zell am Ziller.

## Geografie

### Lage
Gerlosberg liegt östlich von Rohrberg. Im Süden ist das Gemeindegebiet vom Gerlosbach begrenzt, der in einer tief eingeschnittenen Schlucht fließt. Im Norden reicht es bis zum 2558 m hohen Kreuzjoch. Die Besiedlung erstreckt sich über einen sanft ansteigenden Hang mit oft weit auseinanderliegenden Höfen. Die Fläche von rund 16 Quadratkilometer ist fast zur Hälfte bewaldet, fünfzehn Prozent werden landwirtschaftlich genutzt, zehn Prozent sind Almen und fast ein Viertel ist Ödland.

### Nachbargemeinden
| Rohrberg       | Stummerberg                                 |        |
| Zell am Ziller | Kompassrose, die auf Nachbargemeinden zeigt | Gerlos |
|                | Hainzenberg                                 |        |

## Geschichte
Im 9. Jahrhundert kam das Gebiet mit dem Großteil des Zillertales unter die Herrschaft des Erzbistums Salzburg. Eine Besiedlung erfolgte im 11. Jahrhundert, als in Gerlos Schwaighöfe angelegt wurden. Der Gerlospass wurde als „saltus Gerlaise“ 1154 erstmals urkundlich erwähnt. Der Saumpfad war als einzige direkte Landverbindung von Salzburg zu den Tiroler Besitzungen von besonderer Wichtigkeit. Gerlosberg wird erstmals im Jahr 1237 als „Gerlaisperch“ in einer Urkunde genannt, im 14. Jahrhundert wird es in einem Urbar des Erzbistums Salzburg als Teil des Amtes Zell bezeichnet.
Neben Landwirtschaft und Forstwirtschaft wurde vom 17. Jahrhundert bis 1870 auch Gold in Gerlosberg abgebaut. Hier befand sich auch das Pochwerk für den Goldabbau in der Umgebung. Eine Straße über den Gerlosberg wurde trotz früherer Planungen erst 1912 errichtet. Eine Erweiterung und Umwandlung in eine Mautstraße erfolgte 1962.

### Bevölkerungsentwicklung

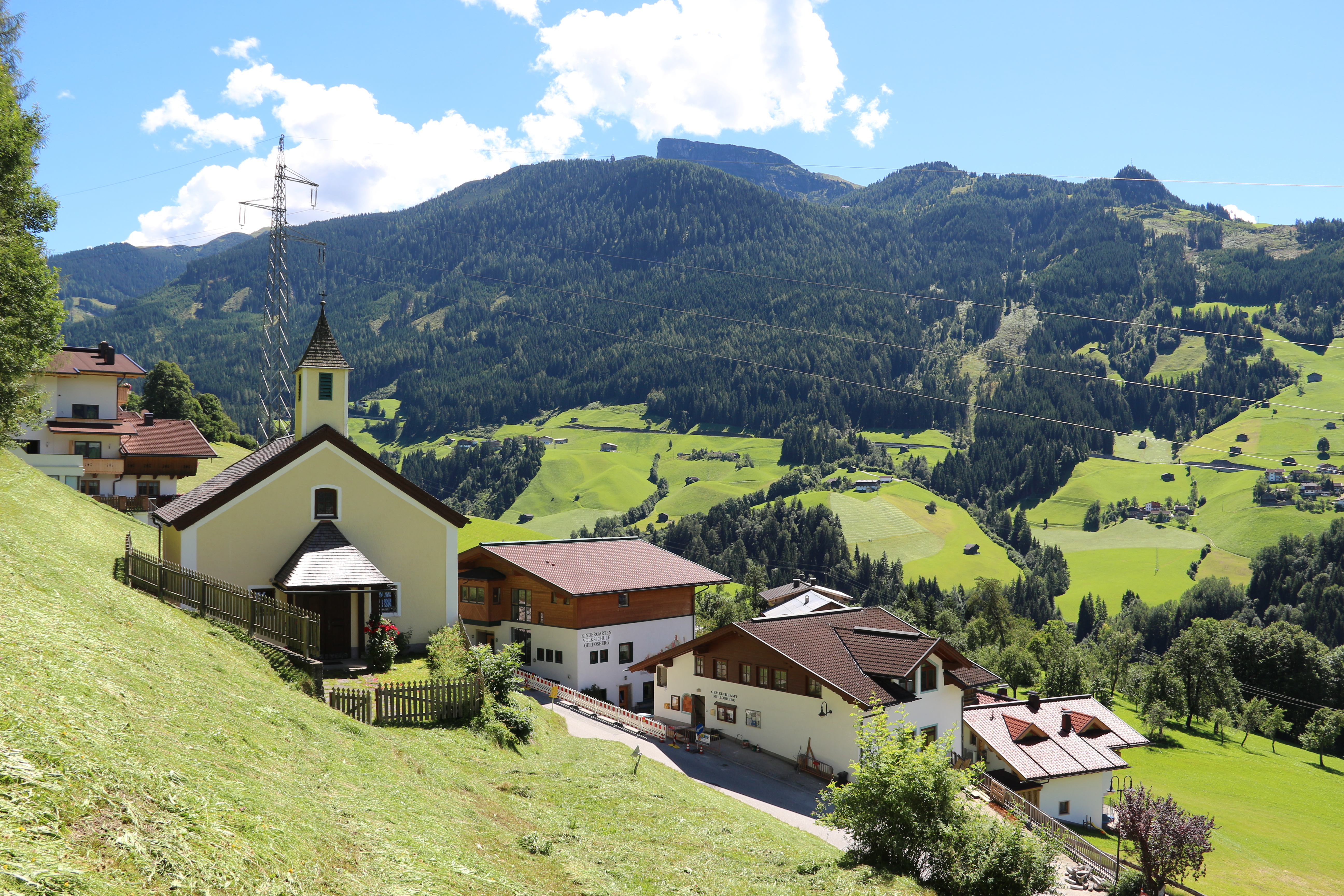
Ortskapelle

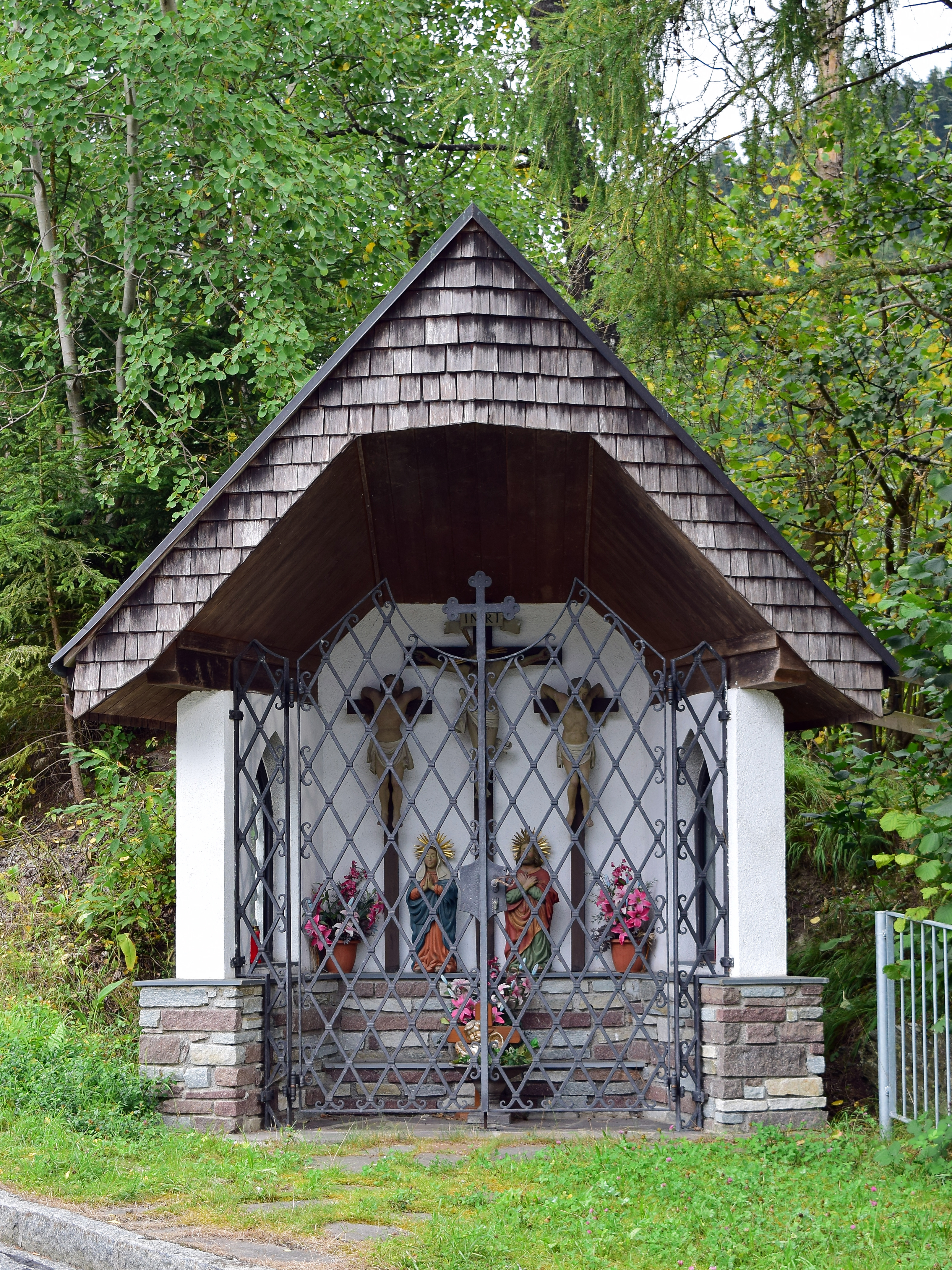
Bildstock an der Gerlosbrücke

| Gerlosberg: Einwohnerzahlen von 1869 bis 2024       | Gerlosberg: Einwohnerzahlen von 1869 bis 2024 | Gerlosberg: Einwohnerzahlen von 1869 bis 2024 | Gerlosberg: Einwohnerzahlen von 1869 bis 2024 | Gerlosberg: Einwohnerzahlen von 1869 bis 2024 |
| --------------------------------------------------- | --------------------------------------------- | --------------------------------------------- | --------------------------------------------- | --------------------------------------------- |
| Jahr                                                |                                               |                                               |                                               | Einwohner                                     |
| 1869                                                | 1869                                          |                                               | 309                                           | 309                                           |
| 1880                                                | 1880                                          |                                               | 297                                           | 297                                           |
| 1890                                                | 1890                                          |                                               | 289                                           | 289                                           |
| 1900                                                | 1900                                          |                                               | 273                                           | 273                                           |
| 1910                                                | 1910                                          |                                               | 307                                           | 307                                           |
| 1923                                                | 1923                                          |                                               | 288                                           | 288                                           |
| 1934                                                | 1934                                          |                                               | 270                                           | 270                                           |
| 1939                                                | 1939                                          |                                               | 272                                           | 272                                           |
| 1951                                                | 1951                                          |                                               | 284                                           | 284                                           |
| 1961                                                | 1961                                          |                                               | 288                                           | 288                                           |
| 1971                                                | 1971                                          |                                               | 286                                           | 286                                           |
| 1981                                                | 1981                                          |                                               | 299                                           | 299                                           |
| 1991                                                | 1991                                          |                                               | 357                                           | 357                                           |
| 2001                                                | 2001                                          |                                               | 395                                           | 395                                           |
| 2011                                                | 2011                                          |                                               | 478                                           | 478                                           |
| 2021                                                | 2021                                          |                                               | 482                                           | 482                                           |
| 2024                                                | 2024                                          |                                               | 481                                           | 481                                           |
| Quelle(n): Statistik Austria, Gebietsstand 1.1.2021 |                                               |                                               |                                               |                                               |

## Kultur und Sehenswürdigkeiten
- Ortskapelle
- Bildstock an der Gerlosbrücke

## Wirtschaft und Infrastruktur
Haupterwerbszweige sind die Landwirtschaft und der Tourismus.

### Wirtschaftssektoren
Im Jahr 2011 gab es 55 Arbeitsplätze in Gerlosberg, 29 in der Landwirtschaft und 26 im Dienstleistungssektor.

### Berufspendler
Von den 221 Erwerbstätigen von Gerlosberg arbeiteten 49 in der Gemeinde, mehr als drei Viertel pendelten aus (Stand 2011).

### Verkehr
Gerlosberg ist über eine Straße mit Zell am Ziller verbunden.

## Politik

### Gemeinderat
Bei der Gemeinderatswahl werden 11 Sitze vergeben:
| Partei                        | 2010    | 2010    | 2016    | 2016    | 2022    | 2022    |
| Partei                        | Stimmen | Mandate | Stimmen | Mandate | Stimmen | Mandate |
| ----------------------------- | ------- | ------- | ------- | ------- | ------- | ------- |
| Gemeinschaftsliste Gerlosberg | 254     | 11      | 261     | 11      | 228     | 11      |

### Bürgermeister
Bürgermeister seit 1919 waren:
- 1919–1923 Johann Fankhauser
- 1923–1926 Johann Schweiberer
- 1926–1929 Alois Hauser
- 1929–1935 Benedikt Pfister
- 1935–1940 Johann Schiestl
- 1940–1945 Franz Kerschdorfer
- 1945–1948 Georg Fankhauser
- 1948–1956 Franz Schösser
- 1956–1962 Hermann Hotter
- 1962–1965 Georg Schiestl
- 1965–1995 Johann Heim
- 1995–1998 Peter Pfister
- seit 1998: Josef Kerschdorfer[9]

### Wappen
Das Gemeindewappen zeigt einen Stierkopf auf goldenem Hintergrund. Der Stierkopf deutet auf die Bedeutung der Viehzucht hin, der goldene Hintergrund steht für den früheren Goldbergbau.

## Persönlichkeiten

### Ehrenbürger
Folgende Personen sind Ehrenbürger der Gemeinde Gerlosberg (sortiert nach dem Zeitpunkt der Ernennung):
- 1968: Herbert Wolfgang Prettner, Hofrat und Diplom-Ingenieur
- 1968: Adolf Troppmair, Ökonomierat
- 1983: Alois Partl
- 1983: Paul Öttl (1932–2020), Pfarrer von Zell am Ziller 1983–2001[12]
- 1995: Johann Heim, Bürgermeister von 1965 bis 1995